# Ignat Danil'cev
Ignat Evgen'evič Danil'cev (in russo Игнать Евгеньевич Данильцев?; Mosca, 16 febbraio 1962) è un attore, artista e fotografo russo, fino al 1991 sovietico, noto come attore bambino per essere stato il protagonista nel 1975 al film Lo specchio, diretto da Andrej Tarkovskij, e quindi dal 1987 per la sua partecipazione a mostre d'arte e fotografia.

## Biografia
Ignat Danil'cev nasce a Mosca nel 1962.  Nel 1975 raggiunge fama internazionale per la sua interpretazione nel film Lo specchio, diretto da Andrej Tarkovskij, in cui offre un ritratto toccante e poetico dell'infanzia del protagonista. Profondamente influenzato da questa esperienza più per i suoi aspetti estetici che per quelli attoriali, Daniltsev decide di non proseguire la carriera cinematografica per dedicarsi invece alla carriera artistica.
Terminati gli studi presso l'Università Statale di Arti e Industria Stroganov ("Stroganovka") di Mosca, dal 1987 partecipa a mostre d'arte e di fotografia a livello internazionale, e a vari progetti e pubblicazioni di cataloghi d'arte. Daniltsev appartiene alla nuova generazione di artisti russi che si è formata all'epoca della Perestrojka, animata dal tentativo di recuperare i tempi perduti durante decenni di isolamento culturale. Le sue opere sono in diverse collezioni in Russia e all'estero.

## Filmografia
- Lo specchio, regia di Andrej Tarkovskij (1975)